# Bisbat d'Ieper

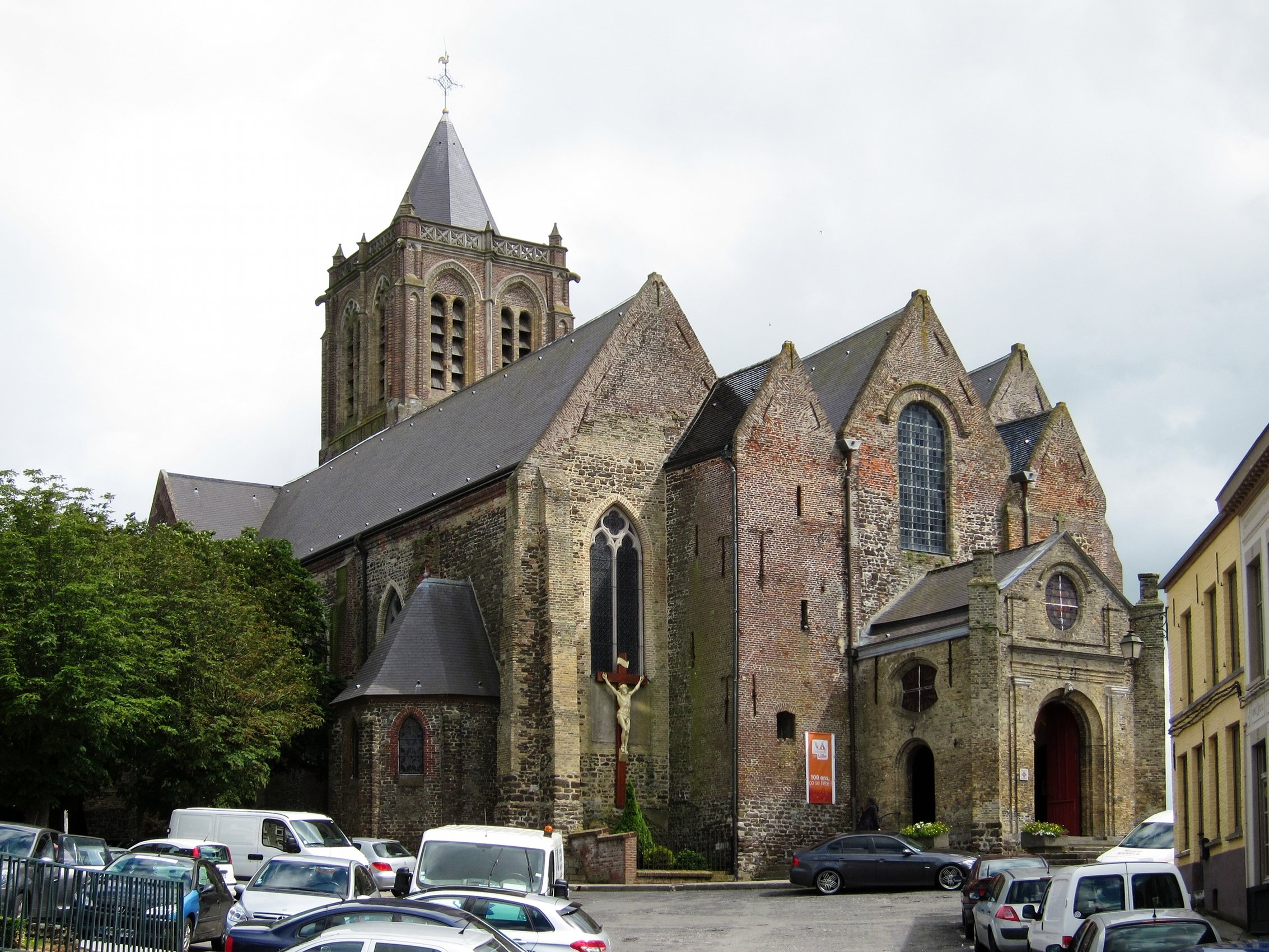
La collegiata Notre-Dame de la Crypte di Cassel, attestata a partire dal X secolo.

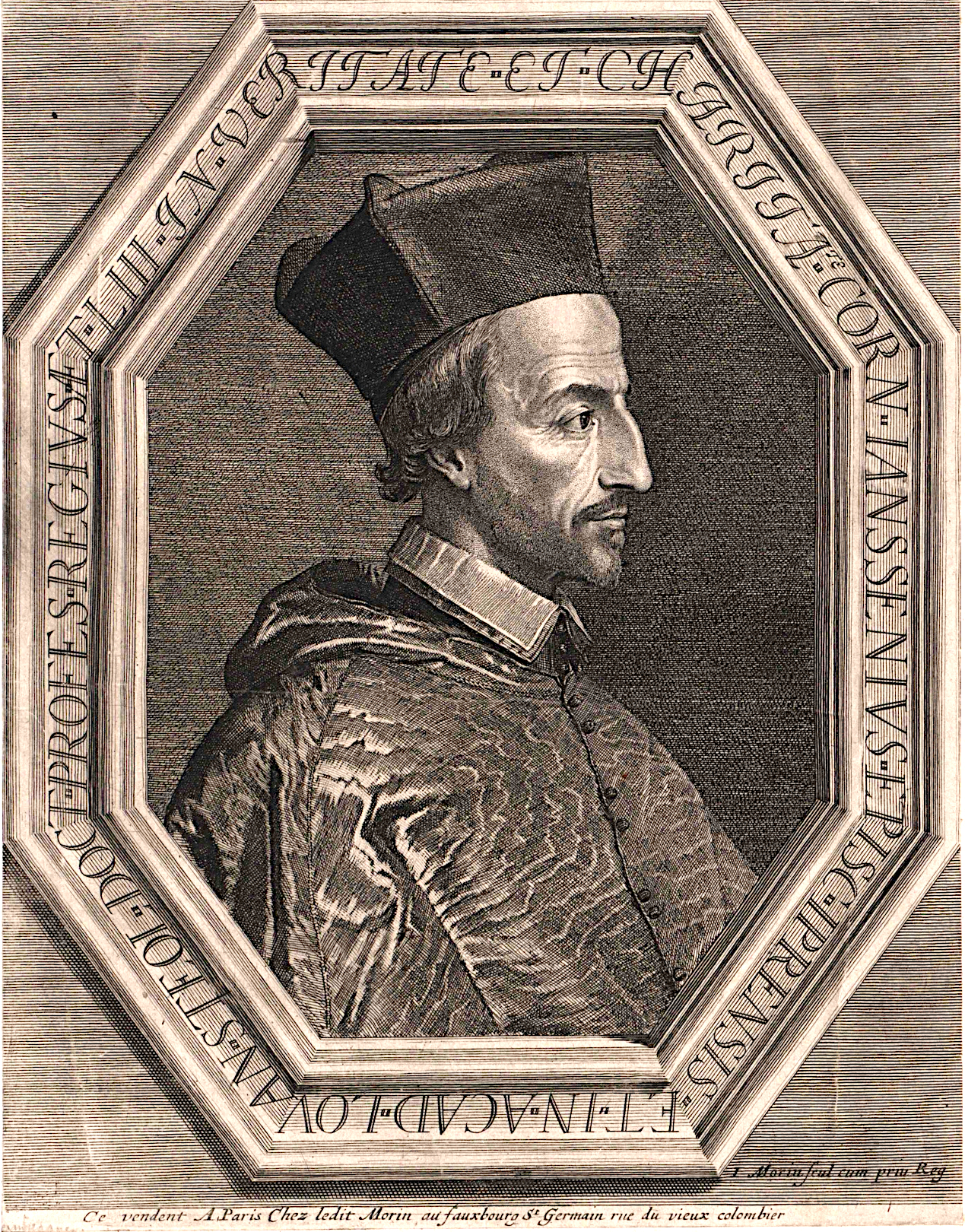
Giansenio, vescovo di Ypres per 2 anni dal 1636 al 1638.

El bisbat d'Ieper (neerlandès: Bisdom Ieper; francès: Diocese d'Ypres, llatí: Dioecesis Yprensis seu Iprensis) és una seu suprimida i titular de l'Església Catòlica a Bèlgica.

## Territori
La diòcesi s'estenia en sobre estats: França i Bèlgica, cobrint part del departament del Nord i de la província de Flandes Occidental. Limitava a l'oest amb la diòcesi de Saint-Omer, al sud amb la d'Arràs, a l'est amb les de Tournai i Bruges.
La seu del bisbe era la ciutat d'Ypres, on l'església de San Martí (Sint-Maartenskathedraal) servia de catedral.
La diòcesi incloïa al voltant de 150 parròquies agrupades en 1 arxiprestat (Ypres) i 8 decanats: Bergues, Cassel, Bailleul, Poperinge, Veurne, Warneton, Nieuwpoort e Diksmuide.

## Història
La diòcesi va ser erigida el 12 de maig de 1559, després de la reorganització dels districtes eclesiàstics dels Països Baixos del Sud, amb la butlla Super universas del papa Pau IV, obtenint el territori de la diòcesi de Thérouanne. Al mateix temps, es va fer sufragània de l'arxidiòcesi de Malines.
L'11 de març de 1561, amb la butlla De statu ecclesiarum, el papa Pius IV va definir els límits de la nova diòcesi, va establir la subdivisió en els decanats amb les respectives parròquies i va assignar el pressupost per al manteniment del bisbe.
El dia anterior el mateix pontífex havia nomenat com a primer bisbe a Maarten Bouwens, conegut pel nom llatinitzat de Rhitovius, que va prendre part al concili de Trento, distingint-se per la seva erudició i pietat; va presidir, a causa de l'absència del metropolità, els dos primers sínodes de la província eclesiàstica de Malines el 1570 i el 1574; va convocar el primer sínode de la seva diòcesi el 1577 i va establir un seminari per a la formació de sacerdots.
El 1584 es va establir a Ypres la universitat dels jesuïtes. Altres congregacions religioses van acudir a Ypres després de la constitució de la diòcesi.
Entre els bisbes més famosos d'Ypres hi ha Cornelius Otto Jansen, conegut pel nom llatinitzat de Jansenus, professor de les Sagrades Escriptures, que era l'origen del moviment religiós, espiritual i teològic del jansenisme, que es va desenvolupar després de la seva mort.
Després del concordat, mitjançant la butlla Qui Christi Domini del Papa Pius VII del 29 de novembre de 1801, la diòcesi va ser suprimida i el seu territori es va incorporar al de la diòcesi de Gant i l'arxidiòcesi de Cambrai.
Avui Ypres sobreviu com a bisbat titular; l'actual titular és Jean Kockerols, bisbe auxiliar de Malines-Brussel·les.

## Cronologia episcopal
- Maarten Bouwens † (10 de març de 1561 - 9 d'octubre de 1583 mort)
- Pierre Simons † (3 de setembre de 1584 - 5 d'octubre de 1605 mort)
- Karel Maes † (21 de maig de 1607 - 18 d'agost de 1610 nomenat bisbe de Gant)
- Jean Wischer † (25 d'octubre de 1610 - 26 de maig de 1613 mort)
- Antoine de Hennin † (9 de desembre de 1613 - 1 de desembre de 1626 mort)
- Georges Chamberlain † (29 de maig de 1628 - 19 de desembre de 1634 mort)
- Cornelius Jansen † (21 de juliol de 1636 - 6 de maig de 1638 mort)
- Josse Bouckaert, C.O. † (16 de setembre de 1641 - 1 de novembre de 1646 mort)
  - Sede vacante (1646-1654)
- François de Robles † (6 de juliol de 1654 - 18 de maig de 1659 mort)
  - Sede vacante (1659-1664)
- Martin Prats † (10 de novembre de 1664 - 7 d'octubre de 1671 mort)
- Henri Van Halmaele † (12 de setembre de 1672 - 19 d'abril de 1676 mort)
- Wilhlemus Herimex, O.F.M.Rec. † (13 de setembre de 1677 - 15 d'agost de 1678 mort)
  - Jakobus Van Liere † (1679 - 15 de desembre de 1693 mort) (no confirmat)
- Martin de Ratabon † (12 d'octubre de 1693 - 5 de gener de 1713 renuncià)
- Charles-François de Laval de Montmorency † (13 de febrer de 1713 - 26 d'agost de 1713 mort)
  - Sede vacante (1713-1721)
- Jan-Baptist de Smet † (3 de febrer de 1721 - 6 d'agost de 1731 nomenat bisbe de Gant)
- Wilhlemus Delvaux † (31 de març de 1732 - 12 d'octubre de 1761 mort)
- Felix Josephus Hubertus de Wavrans † (14 de juny de 1762 - 27 d'octubre de 1784 mort)
- Charles Alexandre d'Arberg et de Valengin † (19 de desembre de 1785 - 29 de novembre de 1801 renuncià)
  - Seu suprimida

## Cronologia de bisbes titulars
- Joseph Mees † (14 de juny de 1969 - 9 de desembre de 2001 mort)
- Gustaaf Joos † (7 d'octubre de 2003 - 21 d'octubre de 2003 nomenat cardenal diac da San Pier Damiani ai Monti di San Paolo)
- Jacques André Blaquart (28 de juny de 2006 - 27 de juliol de 2010 nomenat bisbe d'Orléans)
- Jean Kockerols, des del 22 de febrer de 2011